# Conservation du moment cinétique

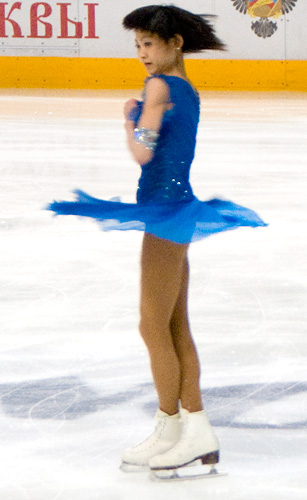
La conservation du moment cinétique de la patineuse Yuko Kawaguti lui permet d'augmenter sa vitesse de rotation en rapprochant les bras de son corps.

La conservation du moment cinétique d'un système physique, en l'absence de force extérieure, est une propriété fondamentale en physique. Cette propriété est à la base du gyroscope.
En pratique, dans un référentiel inertiel et en l'absence de force extérieure, le centre d'inertie du système suit une trajectoire rectiligne uniforme (conservation de la quantité de mouvement) et le moment cinétique conservé se manifeste par une rotation régulière du système sur lui-même, ou la conservation du spin en physique quantique.
La conservation du moment cinétique d'un corps rigide se manifeste par un mouvement rotatif autour de son centre d'inertie, composé d'au plus trois rotations à vitesses angulaires constantes, autour d'axes différents. Pour un corps non rigide, cette conservation permet de ralentir ou d'augmenter la vitesse de rotation en éloignant ou rapprochant une partie de la masse du centre d'inertie, les patineurs artistiques tournant sur eux-mêmes en donnent des illustrations.
Un autre cas de conservation du moment cinétique existe : quand la force subie par le corps est centrale, dont la gravitation newtonienne est l'exemple type.
La conservation du moment cinétique permet, dans l'idéal, d'utiliser une toupie ayant une vitesse angulaire constante comme horloge. La rotation de la terre en est l'exemple historique, plus récemment les pulsars ont joué ce rôle, mais comme ils perdent de l'énergie sous forme d'onde gravitationnelle et ne sont pas parfaitement solides, leur horloge aussi a des irrégularités.

## En physique classique

### Cas d'un système de corps ponctuels
Par définition, le moment cinétique, par rapport à un point O, d'un système de corps ponctuels {\displaystyle a,b,...} de masses {\displaystyle m_{a},m_{b},...} et positionnés aux points {\displaystyle M_{a},M_{b},...} est le produit vectoriel {\displaystyle {\vec {L}}_{O}=\sum _{a}{\overrightarrow {OM_{a}}}\wedge {\vec {p}}_{a}=\sum _{a}{\vec {r}}_{a}\wedge {\vec {p}}_{a}} , où {\displaystyle {\overrightarrow {OM_{a}}}={\vec {r}}_{a}}, et {\displaystyle {\vec {p}}_{a}=m_{a}{\vec {v}}_{a}} est la quantité de mouvement du corps {\displaystyle a}.

#### Sa conservation comme équivalence à l'isotropie de l'espace
Dans un référentiel inertiel, le lagrangien d'un système isolé composé d'un nombre fini de corps ponctuels {\displaystyle a,b,...} de masses {\displaystyle m_{a},m_{b},...} est {\displaystyle {\mathcal {L}}={\mathcal {L}}({\vec {r}}_{a},{\vec {r}}_{b},...,{\vec {v}}_{a},{\vec {v}}_{b},...)}, et l'isotropie de l'espace est équivalent à l'invariance du lagrangien par une rotation quelconque {\displaystyle {\overrightarrow {\delta \varphi }}} (qui est un angle associé à un axe de rotation sous la forme d'une direction vectorielle) de l'ensemble du système.
Une telle rotation donne {\displaystyle {\vec {r}}~'_{a}={\vec {r}}_{a}+{\vec {r}}_{a}\wedge {\overrightarrow {\delta \varphi }}} et {\displaystyle {\vec {v}}~'_{a}={\vec {v}}_{a}+{\vec {v}}_{a}\wedge {\overrightarrow {\delta \varphi }}} pour chaque corps {\displaystyle a}.
On a alors {\displaystyle \delta {\mathcal {L}}={\mathcal {L}}({\vec {r}}~'_{a},...,{\vec {v}}~'_{a},...)-{\mathcal {L}}({\vec {r}}_{a},...,{\vec {v}}_{a},...)=\sum _{a}\left({\frac {\partial {\mathcal {L}}}{\partial {\vec {r}}_{a}}}.{\overrightarrow {\delta \varphi }}\wedge {\vec {r}}_{a}+{\frac {\partial {\mathcal {L}}}{\partial {\vec {v}}_{a}}}.{\overrightarrow {\delta \varphi }}\wedge {\vec {v}}_{a}\right)=\sum _{a}\left({\dot {\vec {p}}}_{a}.{\overrightarrow {\delta \varphi }}\wedge {\vec {r}}_{a}+{\vec {p}}_{a}.{\overrightarrow {\delta \varphi }}\wedge {\vec {v}}_{a}\right)}
Par des propriétés du produit vectoriel, on obtient : 
{\displaystyle \delta {\mathcal {L}}={\overrightarrow {\delta \varphi }}.\sum _{a}\left({\vec {r}}_{a}\wedge {\dot {\vec {p}}}_{a}+{\vec {v}}_{a}\wedge {\vec {p}}_{a}\right)={\overrightarrow {\delta \varphi }}.{\frac {d~}{dt}}\sum _{a}{\vec {r}}_{a}\wedge {\vec {p}}_{a}}
Comme l'isotropie de l'espace est équivalente à {\displaystyle \delta {\mathcal {L}}=0}, et que {\displaystyle {\overrightarrow {\delta \varphi }}} est arbitraire, l'isotropie est équivalente à  {\displaystyle {\frac {d~}{dt}}\sum _{a}{\vec {r}}_{a}\wedge {\vec {p}}_{a}=0}, c'est-à-dire à la conservation du moment cinétique.

#### Sa conservation comme conséquence de sa définition

##### Cas d'un unique corps ponctuel
Pour un corps ponctuel il n'y a pas de rotation sur lui-même qui soit définissable. Le moment cinétique est {\displaystyle {\vec {L}}_{O}={\vec {r}}\wedge {\vec {p}}} sa dérivée est {\displaystyle {\frac {\vec {dL_{O}}}{dt}}={\frac {\vec {dr}}{dt}}\wedge {\vec {p}}+{\vec {r}}\wedge {\frac {\vec {dp}}{dt}}={\vec {r}}\wedge {\frac {\vec {dp}}{dt}}={\vec {r}}\wedge {\vec {F}}} du fait que {\displaystyle {\frac {\vec {dr}}{dt}}={\vec {v}}} et {\displaystyle {\vec {p}}=m{\vec {v}}} sont colinéaires et {\displaystyle {\frac {\vec {dp}}{dt}}={\vec {F}}} d'après le principe fondamental de la dynamique.
Si le moment cinétique est constant, le cas d'absence de force implique une vitesse constante et aucune rotation.
Si agit sur le corps une force centrale, alors {\displaystyle {\vec {r}}\wedge {\vec {F}}={\vec {0}}} et cela implique en partie la première loi de Kepler  (orbites planes elliptiques dont un des foyers est occupé par le soleil) ainsi que la deuxième loi de Kepler (loi des aires).
Le moment cinétique d'un tel corps est {\displaystyle {\vec {L}}_{O}=m.r^{2}.{\vec {\omega }}}, donc colinéaire au vecteur vitesse angulaire {\displaystyle {\vec {\omega }}}, lui-même parallèle à l'axe de rotation.

##### Cas de deux corps ponctuels et propriétés de leurs forces réciproques
Pour un système isolé de deux corps ponctuels numérotés 1 et 2, on a : {\displaystyle {\vec {L}}_{O}={\vec {r}}_{1}\wedge {\vec {p}}_{1}+{\vec {r}}_{2}\wedge {\vec {p}}_{2}}
Et : {\displaystyle {\frac {\vec {dL_{O}}}{dt}}={\vec {r}}_{1}\wedge {\vec {F}}_{2/1}+{\vec {r}}_{2}\wedge {\vec {F}}_{1/2}}  où {\displaystyle {\vec {F}}_{i/j}} est la force exercée par le corps i sur le corps j. Donc, pour un système isolé de deux corps, {\displaystyle {\frac {\vec {dL_{O}}}{dt}}} dépend de {\displaystyle {\vec {F}}_{2/1}} et {\displaystyle {\vec {F}}_{1/2}} qui sont les forces internes au système.
Par le principe de l'action et la réaction, on a {\displaystyle {\vec {F}}_{2/1}=-{\vec {F}}_{1/2}} donc {\displaystyle {\frac {\vec {dL_{O}}}{dt}}=({\vec {r}}_{1}-{\vec {r}}_{2})\wedge {\vec {F}}_{1/2}={\vec {r}}\wedge {\vec {F}}_{1/2}} avec {\displaystyle {\vec {r}}={\vec {r}}_{1}-{\vec {r}}_{2}}.
Donc {\displaystyle {\frac {\vec {dL_{O}}}{dt}}={\vec {0}}} est équivalent à {\displaystyle {\vec {r}}\wedge {\vec {F}}_{1/2}={\vec {0}}} , égalité elle-même équivalente à « {\displaystyle {\vec {r}}~\textstyle {et}~{\vec {F}}_{1/2}} sont colinéaires ».
On voit dès lors que la conservation du moment cinétique est équivalente au fait que les forces réciproques de deux corps ponctuels sont centrales. En choisissant le centre d'inertie du système comme origine du moment cinétique, on montre de plus que la conservation du moment cinétique est équivalente au fait que les forces réciproques de deux corps ponctuels, forces internes du système, sont centrales, et vérifient le principe de l'action et de la réaction.
La conservation du moment cinétique est autant un fait d'expérience que la centralité des forces dans le cadre de la physique classique. De ce fait, on est assuré que pour un système isolé de deux corps ponctuels {\displaystyle {\frac {\vec {dL_{O}}}{dt}}={\vec {0}}}, et des propriétés de leurs forces réciproques.
Toutefois l'équivalence n'est valable qu'en physique classique où les corps dits ponctuels n'ont pas de spin. En physique quantique, il existe des forces entre nucléons qui ne sont pas centrales.

##### Cas général
La définition du moment cinétique, par rapport à un point O, d'un système de corps ponctuels {\displaystyle a} de masse {\displaystyle m_{a}} et positionné au point {\displaystyle M_{a}} étant le produit vectoriel {\displaystyle {\vec {L}}_{O}=\sum _{a}{\overrightarrow {OM_{a}}}\wedge {\vec {p}}_{a}=\sum _{a}{\vec {r}}_{a}\wedge {\vec {p}}_{a}}, sa dérivée par rapport au temps est {\displaystyle {\frac {\vec {dL_{O}}}{dt}}=\sum _{a}\left({\frac {{\vec {dr}}_{a}}{dt}}\wedge {\vec {p}}_{a}+{\vec {r}}_{a}\wedge {\frac {\vec {dp_{a}}}{dt}}\right)=\sum _{a}{\vec {r}}_{a}\wedge {\frac {{\vec {dp}}_{a}}{dt}}=\sum _{a}{\vec {r}}_{a}\wedge {\vec {F_{a}}}} du fait que {\displaystyle {\frac {{\vec {dr}}_{a}}{dt}}} et {\displaystyle {\vec {p}}_{a}=m{\vec {v}}_{a}} sont colinéaires et {\displaystyle {\frac {{\vec {dp}}_{a}}{dt}}={\vec {F_{a}}}} d'après le principe fondamental de la dynamique.
Pour chaque {\displaystyle a}, on a {\displaystyle {\vec {F_{a}}}={\vec {F}}_{int/a}+{\vec {F}}_{ext/a}} forces intérieure et extérieure au système qui s'exercent sur le corps ponctuel {\displaystyle a}. Par le même raisonnement que dans le cas d'un système à deux corps ponctuels, les forces intérieures au système n'interviennent pas dans la dérivée du moment cinétique. On obtient donc : {\displaystyle {\frac {\vec {dL_{O}}}{dt}}=\sum _{a}{\vec {r}}_{a}\wedge {\vec {F}}_{ext/a}}
{\displaystyle {\frac {\vec {dL_{O}}}{dt}}={\vec {0}}}, c'est-à-dire la conservation du moment cinétique, est réalisé dans trois situations : en l'absence de force extérieure s'exerçant sur le système, dans le cas où la résultante des forces extérieures est nulle pour chaque corps {\displaystyle a}, et dans le cas où pour chaque corps ponctuel {\displaystyle a} la résultante des forces extérieures est colinéaire au rayon {\displaystyle {\vec {r}}_{a}} (par exemple la gravitation de Newton).

### Cas d'un corps solide
Dans le cas d'un corps solide (ensemble de points matériels rigidement liés), le mouvement autour de son centre d'inertie G s'appelle un mouvement à la Poinsot.
Si le solide possède un axe de symétrie Gz et si son moment cinétique (constant) est dirigé selon cet axe, alors le vecteur rotation instantané sera selon Oz, et la rotation restera éternellement selon cette direction. De plus il s'agira d'une rotation uniforme : c'est un prototype d'horloge.
Si le moment cinétique (constant) n'est pas dirigé selon Oz, mais seulement très voisin , alors le solide exécute un mouvement très voisin (le wobble en anglais): il nute faiblement en précessant. C'est le cas par exemple d'un ricochet, avec un excellente stabilité de la rotation malgré les chocs sur l'eau. D'une manière plus opérationnelle, un gyroscope de très grande rotation (et une centrale inertielle) permettront à un aéronef de monitorer son orientation.
Si la terre était isolée, son moment cinétique serait constant. Il pointerait vers une étoile fixe, et le vecteur rotation ferait un petit cercle autour (l'herpolhodie) dans le ciel, et un petit cercle sur la surface terrestre (la polhodie), et les deux cônes rouleraient sans glisser l'un sur l'autre. C'est le mouvement à la Poinsot. Cette conservation du moment cinétique terrestre est la clef de la compréhension des saisons, et de la précession des équinoxes.
Ce mouvement à la Poinsot n'est pas toujours stable : l'effet Djanibekov est un cas d'instabilité, qui existe pour nombre de corps solides.
Mais cette description est approximative, car la Terre n'est pas un solide et n'est pas isolée. Néanmoins, on peut toujours calculer le mouvement théorique d'un solide isolé analogue à la Terre. Ce fut un célèbre calcul d'Euler. Puis, comme la Terre est presque isolée, on peut en calculer le mouvement de Lagrange (elle pivote, a une nutation et une précession).

## En physique relativiste

### Relativité restreinte
En relativité restreinte, la conservation du tenseur moment cinétique peut se démontrer par l'invariance du lagrangien du système par une quadri-rotation dans l'espace de Minkowski qui est isotrope. La conservation de ce tenseur n'apporte pas plus d'information que l'invariance du moment cinétique tridimentionnel donné par la physique classique, sauf qu'il permet de retrouver la définition du centre d'inertie du système. Il convient de rappeler que la notion de corps solide n'existe pas en relativité, à cause de la contraction des longueurs qui impose des modifications de longueurs dès qu'une force (donc une accélération) s'exerce sur un corps.

### Relativité générale
Le moment cinétique d'un corps massif lui fait perdre de l'énergie sous forme d'ondes gravitationnelles, en toute rigueur il n'y a donc pas de conservation du moment cinétique dans cette théorie.
Toutefois cette perte d'énergie n'est perceptible que pour des masses et des vitesses importantes, et peut être négligée jusqu'à une approximation de l'ordre 4 en 1/c (jusqu'aux termes d'ordre 1/c4 dans le développement limité en 1/c du lagrangien du système). Dans de nombreux cas, cela permet d'étudier de manière satisfaisante l'effet Lense-Thirring, et la précession du moment cinétique d'un corps sous l'effet d'un champ de gravitation, en considérant que les moments cinétiques sont conservés. Par exemple on peut mener de cette manière l'étude des principales propriétés d'un trou noir de Kerr.

## En physique quantique
En physique quantique le moment cinétique est un ensemble de trois opérateurs (ou observables) {\displaystyle ({\hat {J}}_{x},{\hat {J}}_{y},{\hat {J}}_{z})} constituant un opérateur vectoriel noté {\displaystyle \mathbf {\hat {J}} }, qui vérifient les relations de commutation:
{\displaystyle [{\hat {J}}_{i},{\hat {J}}_{j}]={\rm {i}}\hbar \varepsilon _{ijk}{\hat {J}}_{k},\ \forall i,j,k\in {x,y,z}},   {\displaystyle \varepsilon _{ijk}} représentant le symbole de Levi-Civita.
Il est possible d'introduire l'opérateur du carré du moment cinétique {\displaystyle {\hat {J}}^{2}={\hat {J}}_{x}^{2}+{\hat {J}}_{y}^{2}+{\hat {J}}_{z}^{2}}, qui commute avec toutes les composantes du moments cinétique.